# Manassé ben Izráel
Manassé ben Izráel (héberül: מנשה בן ישראל), eredeti nevén Manoel Dias Soeiro (Madeira-szigetek, 1604. – Middelburg, 1657. november 20.) újkori zsidó író.
Amszterdami rabbi volt. 400 prédikációját, a Szentírásban előforduló ellentéteket magyarázó – felületes, kompilációszerű módon szerkesztett – vallásfilozófiai és dogmatikai műveit portugál nyelven írta. Egyetlen héber nyelvű munkája a Nismat Chájjim ('A halhatatlanságról'). Híres, 1650-ben írt propaganda iratát (Izrael reménye) latinra fordította, és az angol parlamentnek nyújtotta be, amely kedvezően fogadta az írást, és Oliver Cromwell is pártfogásában részesítette a szerzőt. Manassé apológiai művet is írt Vindiciae Judaeorum címen 1656-ban (németül Moses Mendelssohn fordításában Rettung Israels), amelyben elsősorban a vérvád ellen tiltakozott. Cromwell ezért a könyvéért évi járadékot ítélt meg neki, de a szerző nem sokkal később elhunyt.

## Magyar nyelvű fordítások
Manassé ben Izrael teljes életműve mindezideig nem rendelkezik magyar nyelvű fordítással. Kisebb szemelvények jelentek meg műveiből:
- Scheiber Sándor: A feliratoktól a felvilágosodásig – Kétezer év zsidó irodalma (Zsidó irodalomtörténeti olvasmányok), Múlt és Jövő Lap- és Könyvkiadó, Budapest, 1997, ISBN 963 85697 4 3, 247–250. o.